# جورجز میل (ویرجینیا)
جورجز میل (به انگلیسی: Georges Mill) یک منطقهٔ مسکونی در ایالات متحده آمریکا است که در شهرستان لادن، ویرجینیا واقع شده‌است.